# جورج غراف جونيور
جورج غراف جونيور (بالإنجليزية: George Graff, Jr.)‏ هو كاتب أغاني أمريكي، ولد في 5 أغسطس 1886، وتوفي في 24 يناير 1973.

## وصلات خارجية
- جورج غراف جونيور على موقع IMDb (الإنجليزية)
- جورج غراف جونيور على موقع قاعدة بيانات برودواي على الإنترنت (الإنجليزية)
- جورج غراف جونيور على موقع ديسكوغز (الإنجليزية)